# Al-Daur District
Al-Daur District (arabiska: قضاء الدور) är ett distrikt i Irak.   Det ligger i provinsen Saladin, i den centrala delen av landet, 140 km norr om huvudstaden Bagdad.
Följande samhällen finns i Al-Daur District:
- Sāmarrā'